# Josef Mengele
Josef Mengele, nemški zdravnik, nacist in častnik SS, * 16. marec 1911, Günzburg, Nemčija,  † 7. februar 1979, Bertioga, Brazilija.
Mengele je najbolj znan po svojem delu v koncentracijskem taborišču Auschwitz, s katerim si je tudi pridobil vzdevek "angel smrti". Izvajal je selekcije internirancev (odločal, kdo bo ubit ob prihodu in kdo bo postal zapornik) ter številne brutalne medicinske poskuse in operativne posege, ki so večinoma povzročili smrt poskusnih oseb. Ti poskusi so največkrat potekali na rasnem in genetskem področju, saj je Mengele poskušal razviti metodo za ustvarjanje popolnih arijskih Nemcev.
Junija 1945 so ga na begu zajeli Američani, ki pa ga niso prepoznali kot enega hujših vojnih zločincev in so ga izpustili. Po izpustitvi je pridobil dokumente z lažnim imenom in se po nekaj mesecih bega zaposlil kot poljedelski delavec. Aprila 1949 je pobegnil v Argentino ter kasneje v Paragvaj in Brazilijo, kjer je leta 1979 umrl zaradi možganske kapi in utopitve med plavanjem.